# S/S Murjek
S/S Murjek var ett svenskt ånglastfartyg. Byggdes och sjösattes 28 oktober 1912 vid det brittiska varvet JL Thompson & Co i Sunderland, Storbritannien. Levererades 25 januari 1913 till det svenska rederiet Rederi AB Luleå-Ofoten. Förliste 11 april 1916 då fartyget gick på en mina 13 nautiska mil nord om Cape Wrath, nordvästra Storbritannien. Fartyget sjönk snabbt varvid en besättningsman omkom.